# Initiative populaire « pour davantage de droits au peuple grâce au référendum avec contre-proposition »
L'initiative populaire « pour davantage de droits au peuple grâce au référendum avec contre-proposition » dite « référendum constructif », est une initiative populaire suisse, rejetée par le peuple et les cantons le 24 septembre 2000.

## Contenu
L'initiative propose d'ajouter un article 69ter à la Constitution fédérale pour créer un « référendum constructif » à savoir, outre le référendum traditionnel, d'ajouter la possibilité à 50 000 personnes de faire une contre-proposition à une loi ou à un arrêté fédéral, le peuple devant alors se prononcer soit pour le texte du gouvernement, soit pour la contre-proposition.
Le texte complet de l'initiative peut être consulté sur le site de la Chancellerie fédérale.

## Déroulement

### Contexte historique
Appelé alors « projet populaire », le référendum constructif est apparu pour la première fois dans la Constitution du canton de Berne, lorsqu'il a été approuvé en votation le 6 juin 1993 ; une disposition semblable, héritière d'une ancienne tradition abandonnée à la suite du retrait de la landsgemeinde, est approuvée en 1996 dans le canton de Nidwald. Dans les deux cas, le projet diffère de celui proposé par l'initiative par le fait que le dépôt du référendum constructif cantonal n'est pas lié à une présentation formelle lors du débat parlementaire ainsi que par la liaison systématique, au niveau cantonal de la proposition et du référendum suppressif, donnant ainsi le choix au votants entre le projet du gouvernement, la contre-proposition ou le rejet des deux propositions.
Au niveau fédéral, le référendum constructif est proposé comme solution de remplacement au référendum facultatif lors de l'étude d'une possible demande d'adhésion de la Suisse à l'Union européenne qui ne reconnait pas ce dernier type de démocratie directe. Une initiative parlementaire, allant dans ce sens est déposée le 4 août 1992 mais est rejetée par le Conseil national.
Cette initiative est déposée à la suite des débats concernant la 10e révision de l'assurance-vieillesse et survivants (AVS), dont une des principales modifications concernait une plus grande égalité entre les hommes et les femmes et, en particulier, le relèvement de l'âge de la retraite pour ces dernières à 64 ans. Plusieurs partis et mouvements désirant diviser cette révision en plusieurs parties lancent finalement cette initiative comme solution générale afin d'éviter que le peuple ne puisse « que tout accepter ou tout refuser en bloc ».

### Récolte des signatures et dépôt de l'initiative
La récolte des 100 000 signatures nécessaires débute le 26 septembre 1995. Le 25 mars 1997, l'initiative est déposée à la Chancellerie fédérale, qui constate son aboutissement le 25 novembre.

### Discussions et recommandations des autorités
Le parlement et le Conseil fédéral recommandent tous deux le rejet de cette initiative. Dans son message aux Chambres fédérales, le Conseil fédéral relève que la proposition « ne contient pas de dispositions garantissant que les contre-propositions à des lois fédérales ou à des arrêtés fédéraux de portée générale sont compatibles avec la constitution et le droit international ». Il met également en avant le risque de voir se multiplier les contre-propositions sur un même projet, rendant ainsi indispensable la tenue de plusieurs votations successives sur le même sujet.
Les recommandations de vote des partis politiques sont les suivantes : 
| Parti politique              | Recommandation |
| ---------------------------- | -------------- |
| Démocrates suisses           | non            |
| Lega dei Ticinesi            | oui            |
| Parti chrétien-social        | non            |
| Parti démocrate-chrétien     | non            |
| Parti évangélique            | oui            |
| Parti libéral                | non            |
| Parti de la liberté          | non            |
| Parti radical-démocratique   | non            |
| Parti socialiste             | oui            |
| Parti suisse du travail      | oui            |
| Union démocratique du centre | non            |
| Union démocratique fédérale  | non            |
| Les Verts                    | oui            |

### Votation
Le 24 septembre 2000, l'initiative est refusée par la totalité des 20 6/2 cantons et par 65,9 % des suffrages exprimés. Le tableau ci-dessous détaille les résultats par canton pour ce vote :